# Гінклі (Іллінойс)
Гінклі (англ. Hinckley) — селище (англ. village) в США, в окрузі Декальб штату Іллінойс. Населення — 2006 осіб (2020).

## Географія
Гінклі розташоване за координатами 41°46′17″ пн. ш. 88°38′20″ зх. д. / 41.77139° пн. ш. 88.63889° зх. д. (41.771435, -88.639000).  За даними Бюро перепису населення США в 2010 році селище мало площу 2,20 км², з яких 2,18 км² — суходіл та 0,02 км² — водойми.

## Демографія
Згідно з переписом 2010 року, у селищі мешкало 2070 осіб у 792 домогосподарствах у складі 566 родин. Густота населення становила 941 особа/км².  Було 829 помешкань (377/км²).
Расовий склад населення:
| - 96,7 % — білих - 0,5 % — чорних або афроамериканців - 0,4 % — азіатів - 0,3 % — корінних американців - 0,2 % — вихідців з тихоокеанських островів |

До двох чи більше рас належало 1,0 %. Частка іспаномовних становила 5,3 % від усіх жителів.
За віковим діапазоном населення розподілялося таким чином: 25,7 % — особи молодші 18 років, 63,4 % — особи у віці 18—64 років, 10,9 % — особи у віці 65 років та старші. Медіана віку мешканця становила 37,7 року. На 100 осіб жіночої статі у селищі припадало 101,8 чоловіків;  на 100 жінок у віці від 18 років та старших — 97,6 чоловіків також старших 18 років.
Середній дохід на одне домашнє господарство  становив 78 389 доларів США (медіана — 67 045), а середній дохід на одну сім'ю — 89 433 долари (медіана — 78 950). Медіана доходів становила 51 823 долари для чоловіків та 41 146 доларів для жінок. За межею бідності перебувало 3,8 % осіб, у тому числі 4,9 % дітей у віці до 18 років та 1,2 % осіб у віці 65 років та старших.
Цивільне працевлаштоване населення становило 1060 осіб. Основні галузі зайнятості: освіта, охорона здоров'я та соціальна допомога — 22,4 %, роздрібна торгівля — 15,7 %, виробництво — 14,5 %.